# Scheloribates badius
Scheloribates badius är en kvalsterart som först beskrevs av Ewing 1908.  Scheloribates badius ingår i släktet Scheloribates och familjen Scheloribatidae. Inga underarter finns listade i Catalogue of Life.